# Warden (Washington)
Warden az Amerikai Egyesült Államok északnyugati részén, Washington állam Grant megyéjében elhelyezkedő város. A 2010. évi népszámlálási adatok alapján 2692 lakosa van.

## Történet
A térség első lakói az idelátogató spanyolokkal és britekkel kereskedő szalis indiánok voltak. Az első telepesek búzatermesztéssel foglalkozó besszarábiaiak voltak. A Chicago, Milwaukee, St. Paul and Pacific Railroad vasútvonala az 1900-as évek elején érte el a települést, így a népesség tovább növekedett. Harris doktor 1905 gyógyszertárat és rövidáruboltot nyitott, amely egyben orvosi rendelőként is működött. A település neve egy besszarábiai német kifejezésből ered, melynek jelentése a Das Deutsche Woerterbuch von Jacob und Wilhelm Grimm könyv alapján „méltó” vagy „megbecsült”, azonban a helyi hagyományok szerint a helység névadója Harris doktor Ward nevű fia. Az írott források alapján az első elmélet helyes, mivel a „Warden” kifejezést már az első német telepesek is használták, emellett az a német nyelvű egyházi feljegyzésekben is szerepel. Más, környékbeli települések neve (Lind, Ruff és Odessa) szintén német eredetűek. A besszarábiai hagyományokat mára felváltották a spanyol eredetűek, mivel a lakosság 77,1%-a spanyol vagy latino eredetű.
Warden 1910. június 28-án kapott városi rangot. Az elektromos áramot 1939-ben vezették be. Az 1945-ben kezdődött projekt keretében a Grand Coulee-gát által a száraz, de egyébként termékeny talajt művelhetővé tették; a kormányzati tulajdonú földeket 1948-tól értékesítették a feltételeknek megfelelő személyeknek (a veteránok előnyt élveztek). A programnak köszönhetően 1950-től növekedni kezdett a lakosságszám.

## Éghajlat
A város éghajlata félsivatagi sztyeppe (a Köppen-skála szerint BSk).
| Hónap                         | Jan.  | Feb.  | Már.  | Ápr. | Máj. | Jún. | Júl. | Aug. | Szep. | Okt.  | Nov.  | Dec.  | Év    |
| ----------------------------- | ----- | ----- | ----- | ---- | ---- | ---- | ---- | ---- | ----- | ----- | ----- | ----- | ----- |
| Rekord max. hőmérséklet (°C)  | 17,8  | 19,4  | 26,1  | 32,8 | 37,2 | 41,1 | 43,9 | 45,6 | 38,9  | 32,8  | 22,8  | 17,2  | 45,6  |
| Átlagos max. hőmérséklet (°C) | 1,7   | 6,1   | 11,7  | 16,1 | 20,6 | 24,4 | 28,3 | 28,3 | 23,3  | 16,1  | 7,2   | 1,7   | 15,5  |
| Átlagos min. hőmérséklet (°C) | −5,0  | −2,2  | −0,6  | 2,2  | 6,1  | 9,4  | 12,2 | 12,2 | 8,3   | 2,8   | −0,6  | −4,4  | 3,4   |
| Rekord min. hőmérséklet (°C)  | −32,2 | −31,7 | −13,9 | −8,9 | −5,0 | −0,6 | 1,1  | 2,2  | −2,8  | −10,0 | −25,6 | −26,1 | −32,2 |
| Átl. csapadékmennyiség (mm)   | 24    | 22    | 22    | 16   | 19   | 13   | 10   | 8    | 10    | 14    | 26    | 31    | 215   |
| Forrás: The Weather Channel   |       |       |       |      |      |      |      |      |       |       |       |       |       |

## Népesség
A 2010-es népszámláláskor a városnak 2692 lakója, 759 háztartása és 621 családja volt. A népsűrűség 354,2 fő/km2. A lakóegységek száma 803, sűrűségük 105,7 db/km2. A lakosok 48%-a fehér, 0,4%-a afroamerikai, 0,8%-a indián, 0,6%-a ázsiai,  46,2%-a egyéb, 4%-a pedig kettő vagy több etnikumú. A spanyol vagy latino származásúak aránya 77,1% (   )
A háztartások 57,7%-ában élt 18 évnél fiatalabb. 55,7% házas, 17,5% egyedülálló nő, 8,6% egyedülálló férfi, 18,2% pedig nem család. 15,2% egyedül élt; 5,8%-uk 65 éves vagy idősebb. Egy háztartásban átlagosan 3,55 személy élt; a családok átlagmérete 3,94 fő.
A medián életkor 24,9 év volt. A város lakóinak 39,3%-a 18 évesnél fiatalabb, 10,8% 18 és 24 év közötti, 25,1%-uk 25 és 44 év közötti, 18,1%-uk 45 és 64 év közötti, 6,7%-uk pedig 65 éves vagy idősebb. A lakosok 48,1%-a férfi, 51,9%-a pedig nő.

## Fordítás
Ez a szócikk részben vagy egészben  a   Warden, Washington című angol Wikipédia-szócikk ezen változatának fordításán alapul.  Az eredeti cikk szerkesztőit annak laptörténete sorolja fel. Ez a jelzés csupán a megfogalmazás eredetét és a szerzői jogokat jelzi, nem szolgál a cikkben szereplő információk forrásmegjelöléseként.